# Тео Ндіка
Тео Ндіка Матам (фр. Théo Ndicka Matam; нар. 20 квітня 2000, Аваллон, Франція) — французький футболіст, лівий захисник «Олександрії».

## Клубна кар'єра
Народився в Аваллоні. Вихованець «Аваллонно», «Діжона» та «Ліона». У резервній команді «Ліона» й розпочав дорослу футбольну кар'єру. За «Олімпік Ліон II» дебютував у матчі проти «Раон-л'Етапу». Своїм першим голом за клуб відзначився у ворота «Сен-Луї Неві». У сезоні 2019/20 років виступав в оренді за «Бур-ан-Бресс Перонна». За клуб дебютував у матчі проти «По». Своїм першим голом за клуб відзначився у ворота «Реймса» у Кубку ліги. Усього за «Бур-ан-Брес — Перонна» зіграв 20 матчів, забив 4 м'ячі. Усього за «Олімпік Ліон II» зіграв 32 матчі, забив 4 м'ячі
2 липня 2020 року підписав професійний контракт з «Остенде». Дебютував на професіональному рівні в складі «Остенде» 15 серпня 2020 року в програному (0:1) матчі Ліги Жупіле проти «Шарлеруа». Першим голом на професіональному рівні відзначився 1 травня 2021 року в поєдинку проти льєжського «Стандарда». Через перебір жовтих карток пропустив початок листопада. 6 березня 2022 року вивихнув кісточку і вибув на місяць
29 серпня 2023 року підписав 2-річний контракт із опцією продовження ще на один рік із клубом швейцарської Суперліги «Грассгоппер» (Цюрих). 2 грудня 2023 року відзначився останнім голом у переможному (5:0) поєдинку проти «Лозанни». 7 січня 2025 року його контракт із «Грассхопперсом» було розірвано за згодою обох сторін, оскільки він більше не виступав у першій команді. Його останній матч за першу команду припав на 31 серпня 2024 року, в якому він пробув на полі лише одну хвилину.
15 січня 2025 року підписав контракт з «Олександрією», розрахований до 30 червня 2026 року з можливістю продовження ще на один сезон.

## Кар'єра в збірній
Народився у Франції, але має камерунське походження. Виступав за юнацькі збірні Франції різних вікових категорій. У футболці юнацької збірної Франції (U-19) дебютував у переможному (2:1) поєдинку проти однолітків з Італії.
У складі юнацької збірної Франції (U-19) брав участь в юнацькому чемпіонаті Європи (U-19) у Вірменії. Тео вийщов на поле в основнлму складі в групових матчах проти Чехії та Ірландії та в півфіналі проти Іспанії, який Франція програла в серії післяматчевих пенальті. Ндіка реалізував свій удар в серії післяматчевих пенальті, але промахи Вілсона Ізідора та Максенса Какере дозволили Іспанії пройти до наступного раунду.

## Статистика виступів

### Клубна
| Сезон             | Команда                | Чемпіонат         | Чемпіонат | Чемпіонат | Нацб кубок | Нацб кубок | Нацб кубок | Конт. кубок | Конт. кубок | Конт. кубок | Інші кубки | Інші кубки | Інші кубки | Загалом | Загалом | Загалом |
| Сезон             | Команда                | Змаг.             | Матчі     | Голи      | Змаг.      | Матчі      | Голи       | Змаг.       | Матчі       | Голи        | Змаг.      | Матчі      | Голи       | Матчі   | Голи    |         |
| ----------------- | ---------------------- | ----------------- | --------- | --------- | ---------- | ---------- | ---------- | ----------- | ----------- | ----------- | ---------- | ---------- | ---------- | ------- | ------- | ------- |
| 2017-2018         | «Ліон II»              | Н2                | 6         | 1         |            | -          | -          |             | -           | -           |            | -          | -          | 6       | 1       |         |
| 2018-2019         | «Ліон II»              | Н2                | 23        | 3         |            | -          | -          |             | -           | -           |            | -          | -          | 23      | 3       |         |
| сер. 2019         | «Ліон II»              | Н2                | 3         | 0         |            | -          | -          |             | -           | -           |            | -          | -          | 3       | 0       |         |
| сер. 2019-2020    | «Бур-ан-Бресс Перонна» | Н                 | 18        | 3         | КФ+КФЛ     | 1+1        | 1+0        |             | -           | -           |            | -          | -          | 20      | 4       |         |
| 2020-2021         | «Остенде»              | Д1                | 22        | 1         | КБ         | 1          | 0          |             | -           | -           |            | -          | -          | 23      | 1       |         |
| 2021-2022         | «Остенде»              | Д1                | 3         | 0         | КБ         | 0          | 0          |             | -           | -           |            | -          | -          | 3       | 0       |         |
| Усього за кар'єру | Усього за кар'єру      | Усього за кар'єру | 75        | 8         |            | 3          | 1          |             | -           | -           |            | -          | -          | 78      | 8       |         |